# Nibelungo I
Nibelungo I o Nivelon I (fallecido entre 770 y 786) fue un conde carolingio del siglo VIII, sobrino de Carlos Martel y uno de los continuadores de la Crónica de Fredegario.

## Biografía
A la muerte de su padre Childebrando I, se hizo cargo de la redacción de la Crónica de Frdegario que había asumido su padre. Terminó de escribirla en 768, fecha de la muerte de Pipino el Breve y del ascenso al trono de Carlomagno. Probablemente sea la misma persona, un conde homónimo que se sabe que firmó actas para el monasterio de Gorze en 762 y en 770. Finalmente, según un acta de Saint-Germain des Prés, poseía una villa en Marolles-sur-Seine que pertenecía a su padre y que pertenecía en 786 a un conde llamado Autberto, lo que sugiere que Nibelungo murió antes de esta fecha.

## Descendencia
Ningún documento contemporáneo menciona a su esposa o hijo. Sin embargo, es probable que los condes con el nombre de Nibelungo o Childebrando sean sus descendientes. En la siguiente generación sabemos de dos condes, que pueden ser hijos de Nibelungo I:
- Childebrando II, missus dominici en el Autunois en 796
- Nibelungo II, conde de Madrie, citado en 788